# Rivière Frio
 (janvier 2016).
Si vous disposez d'ouvrages ou d'articles de référence ou si vous connaissez des sites web de qualité traitant du thème abordé ici, merci de compléter l'article en donnant les références utiles à sa vérifiabilité et en les liant à la section « Notes et références ».
La rivière Frio (Frio River en anglais) est un cours d'eau du Texas, aux États-Unis d'Amérique. Le terme « Frio » provient de l'espagnol dont le sens est froid, et fait référence aux sources fraîches de la rivière. Le Comté de Frio tire son nom de cette rivière.

## Localisation et géographie
La rivière Frio est située au sud de l'État américain du Texas, et à trois principaux affluents; les rivières Frio est, ouest et la « rivière à sec Frio ». La rivière Frio ouest, qui provient du Comté de Real rejoint la rivière Frio Est, près de la ville de Leakey. La « rivière à sec Frio » se joint au cours d'eau au nord-est de Uvalde. La rivière coule en direction du sud-est pendant deux cents miles jusqu'à ce qu'elle se jette dans la rivière Nueces sud de la ville de Trois-Rivières. Sur le chemin, la rivière Frio fournit de l'eau au réservoir Choke Canyon en McMullen dans le comté de Live Oak.

## Tourisme et loisirs liés à rivière
Le flux paisible et régulier de la rivière Frio a fait d'elle une destination estivale populaire dans la région. Le Garner State Park, situé près de la ville de Leakey comprend un complexe pour camping et une aire pour la pêche, ainsi que de nombreuses autres activités. De nombreux autres terrains de camping privés sont également présents le long de la rivière.

## Autres
La chanson All My Ex's Live in Texas composée par George Strait en 1987 fait référence à cette rivière, George Strait ayant appris à nager dans ce cours d'eau. Aussi, le lieu de tournage principal du film Course contre l'enfer (Race with the Devil) eut lieu dans cette rivière, notamment lors de la scène de l'exécution.

## Galerie

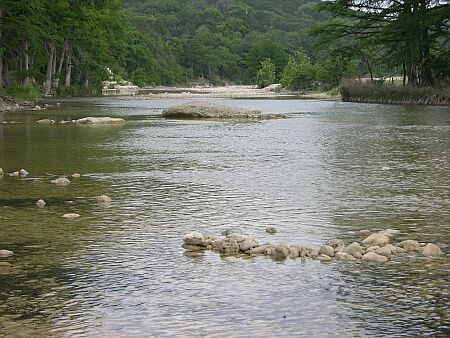
La rivière Frio, qui coule à travers Garner State Park à Uvalde.
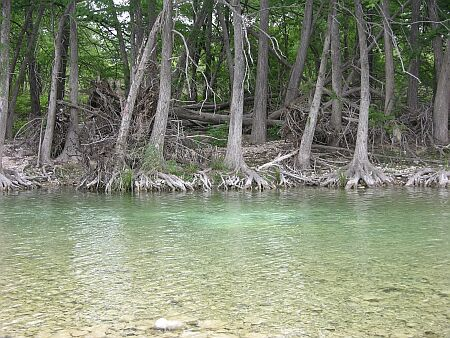
Des cyprès, le long de la rivière.
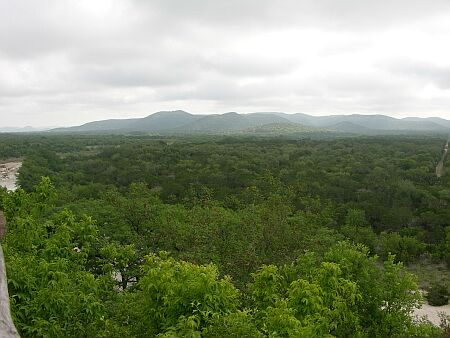
La rivière serpente à travers la forêt de Frio.